# Покровское (Котельничский район)
Покро́вское — село в Котельничском районе Кировской области. Административный центр Покровского сельского поселения.

## География
Село находится в западной Кировской части области, в подзоне южной тайги, на расстоянии примерно 14 км к юго-западу от города Котельнич, административного центра района.

### Климат
Климат характеризуется как континентальный, с продолжительной холодной многоснежной зимой и умеренно тёплым летом. Среднегодовая температура — 1,8 °C. Средняя температура воздуха самого холодного месяца (января) составляет −13,9 °C (абсолютный минимум — −46 °С); самого тёплого месяца (июля) — 17,9 °C (абсолютный максимум — 35 °С). Безморозный период длится в течение 114—122 дней. Годовое количество атмосферных осадков — 515 мм, из которых 365 мм выпадает в тёплый период года. Устойчивый снежный покров образуется в середине ноября и держится 160—170 дней.

### Часовой пояс
Село Покровское, как и вся Кировская область, находится в часовой зоне МСК (московское время). Смещение применяемого времени относительно UTC составляет +3:00.

## Население
| 2010 |
| ---- |
| 511  |

### Национальный состав
Согласно результатам переписи 2002 года, в национальной структуре населения русские составляли 96 % из 588 чел.

## Инфраструктура
В селе функционируют общеобразовательная школа и почтовое отделение.